# Средняя Корса
Сре́дняя Корса́ (тат. Урта Курса) — деревня Арского района Республики Татарстан Российской Федерации. Административный центр Среднекорсинского сельского поселения.

## География
Находится на реке Кисмесь, между деревнями Верхняя Корса и Нижняя Корса. От Верхней Корсы отделяет река, от Нижней — автодорога 16К-0424.
Расстояние до районного центра 19,3 километров.

### Уличная сеть
- Гагарина
- Молодёжная
- Сайдашева
- Тукаевская

### Климат
Климат умеренно континентальный. Средняя годовая температура воздуха 3,5 °C.

## Население
Численность населения деревни — 220 человек.